# Joseph Lyman Silsbee
Joseph Lyman Silsbee est un architecte de Chicago né le 25 novembre 1848 et mort le 31 janvier 1913. Il inventa le premier trottoir roulant (baptisé « Great Wharf Moving Sidewalk ») qu'il exposa lors de l'Exposition universelle de 1893 à Chicago.